# Amen Corner
Amen Corner était un groupe de mods britannique formé en 1966 à Cardiff et dont le leader était Andy Fairweather-Low.

## Carrière
Le groupe doit son nom à The Amen Corner, un disque hebdomadaire à la Victoria Ballroom (qui deviendra plus tard le Scene Club) à Cardiff, au Pays de Galles, où chaque dimanche soir, le Dr Rock jouerait la meilleure musique soul des États-Unis.
Initialement, ils se sont spécialisés dans un style axé sur le blues et le jazz , mais leurs maisons de disques ont orienté leurs efforts vers un son plus commercial. Leur premier simple et l'album est sorti sur le label de Deram, filiale de Decca - voir « Discographie » ci-dessous - mais ils sont partis à la fin de 1968 et ont signé avec la Maison de disques Immediate, où ils ont été immédiatement récompensés par un n ° 1 ," (If Paradise Is) Half as Nice "au début de 1969, suivi par une autre entrée dans le Top 5 avec la composition de Roy Wood , Hello Susie.
Après avoir enregistré un dernier album studio, Farewell to the Real Magnificent Seven, avec une reprise des Beatles Get Back publié comme chanson d'adieu, ils se sont séparés à la fin de 1969. Le groupe est également apparue dans leur propres rôles dans le Film d'horreur de 1969, Scream and Scream Again, chantant la chanson thème du film.
Le saxophone Allan Jones a ensuite formé Judas Jump, tandis que le guitariste et chanteur Andy Fairweather Low a dirigé Dennis Bryon (batterie), Blue Weaver (orgue), Clive Taylor (basse) et Neil Jones (guitare) dans un nouveau groupe, Fair Weather. Ils ont alors remportés un succès britannique n ° 6 avec Natural Sinner en 1970 et enregistrés un seul album avant de se séparer après le départ de Blue Weaver pour rejoindre The Strawbs, en remplacement de Rick Wakeman.
Fairweather Low entame une carrière solo réussie dans les années 1970, notamment avec le hit du Top 10 Wide Eyed and Legless (1975); il est devenu un guitariste régulier avec Eric Clapton , George Harrison et Roger Waters. Après une tournée réussie en 1974 avec Mott the Hoople , Blue Weaver a d'abord enregistré deux albums avec les Strawbs avant de quitter pour rejoindre les Bee Gees , où Dennis Bryon était désormais le batteur. Il a également joué des claviers pour de nombreux artistes, The Pet Shop Boys entre autres, en tant que musicien de sessions.
Le catalogue Decca d’Amen Corner a été réédité dans le cadre de la série "Collection"; et leurs chansons du label Immediate, y compris leurs singles, leur album live et leur matériel enregistré pour un album studio inédit, a été publié sur la compilation The Immediate Anthology.

## Membres
- Andy Fairweather-Low - chant
- Neil Jones - guitare
- Clive Taylor - basse
- Blue Weaver - claviers
- Allen Jones - saxophone
- Mike Smith - saxophone
- Dennis Bryon - batterie

## Discographie

### Singles
Entre parenthèses l'année de sortie et le classement dans les charts.
- Gin House Blues (1967, UK Singles Chart #12)
- The World of Broken Hearts (1967, UK #24)
- Bend Me, Shape Me/Satisnek The Job's Worth (1968, UK #3)
- High in the Sky (1968, UK #6)
- (If Paradise Is) Half as Nice (1969, UK #1)
- Hello Susie (1969, UK #4)
- Get Back (1969, non classé[2])

### Albums
Entre parenthèses l'année de sortie et le classement dans les charts.
- Round Amen Corner (1968, UK Albums Chart #26)
- The National Welsh Coast Live Explosion Company (1969, UK #19)
- Farewell To The Real Magnificent Seven (1969) - enregistrement live
- Return Of The Magnificent Seven (1976)
- Greatest Hits (1977)
- Amen Corner (If Paradise Is Half As Nice and More Hits) (2007) - incluant des enregistrements live[2]